# Zarnik
Zarnik (Bulgaars: Зарник, Turks: Zarniç) is een dorp in het noordoosten van Bulgarije. Zij is gelegen in de gemeente Kaïnardzja in de oblast Silistra. Het dorp ligt ongeveer 27 km ten zuidoosten van Silistra en 369 km ten noordoosten van de hoofdstad Sofia.

## Bevolking
De telling van 1934 registreerde 492 inwoners. Dit aantal bereikte in 1956 een hoogtepunt van 606 personen. Tussen 1956 en 1992 nam het inwoneraantal langzaam maar geleidelijk af. Sinds 1992 neemt het inwoneraantal echter weer toe. Op 31 december 2019 werden er 515 inwoners geteld. Het dorp heeft een relatief gunstige leeftijdsopbouw. Van de 483 inwoners die in februari 2011 werden geregistreerd, waren er 132 jonger dan 15 jaar oud (27%), terwijl er 27 inwoners van 65 jaar of ouder werden geteld (6%).
Van de 483 inwoners reageerden er 458 op de optionele volkstelling van 2011. Zo’n 449 inwoners identificeerden zichzelf als Bulgaarse Turken (oftewel 98%), gevolgd door 8 etnische Bulgaren (afgerond 2%).
| Etnische samenstelling van de respondenten (2011) | Etnische samenstelling van de respondenten (2011) | Etnische samenstelling van de respondenten (2011) | Etnische samenstelling van de respondenten (2011) | Etnische samenstelling van de respondenten (2011) |
| ------------------------------------------------- | ------------------------------------------------- | ------------------------------------------------- | ------------------------------------------------- | ------------------------------------------------- |
|                                                   |                                                   |                                                   |                                                   |                                                   |
| Bulgaren                                          | Bulgaren                                          |                                                   | 1,7%                                              | 1,7%                                              |
| Turken                                            | Turken                                            |                                                   | 98,0%                                             | 98,0%                                             |
| Roma                                              | Roma                                              |                                                   | 0,0%                                              | 0,0%                                              |
| Anders/Onbekend                                   | Anders/Onbekend                                   |                                                   | 0,3%                                              | 0,3%                                              |